# Zamora, Tây Ban Nha

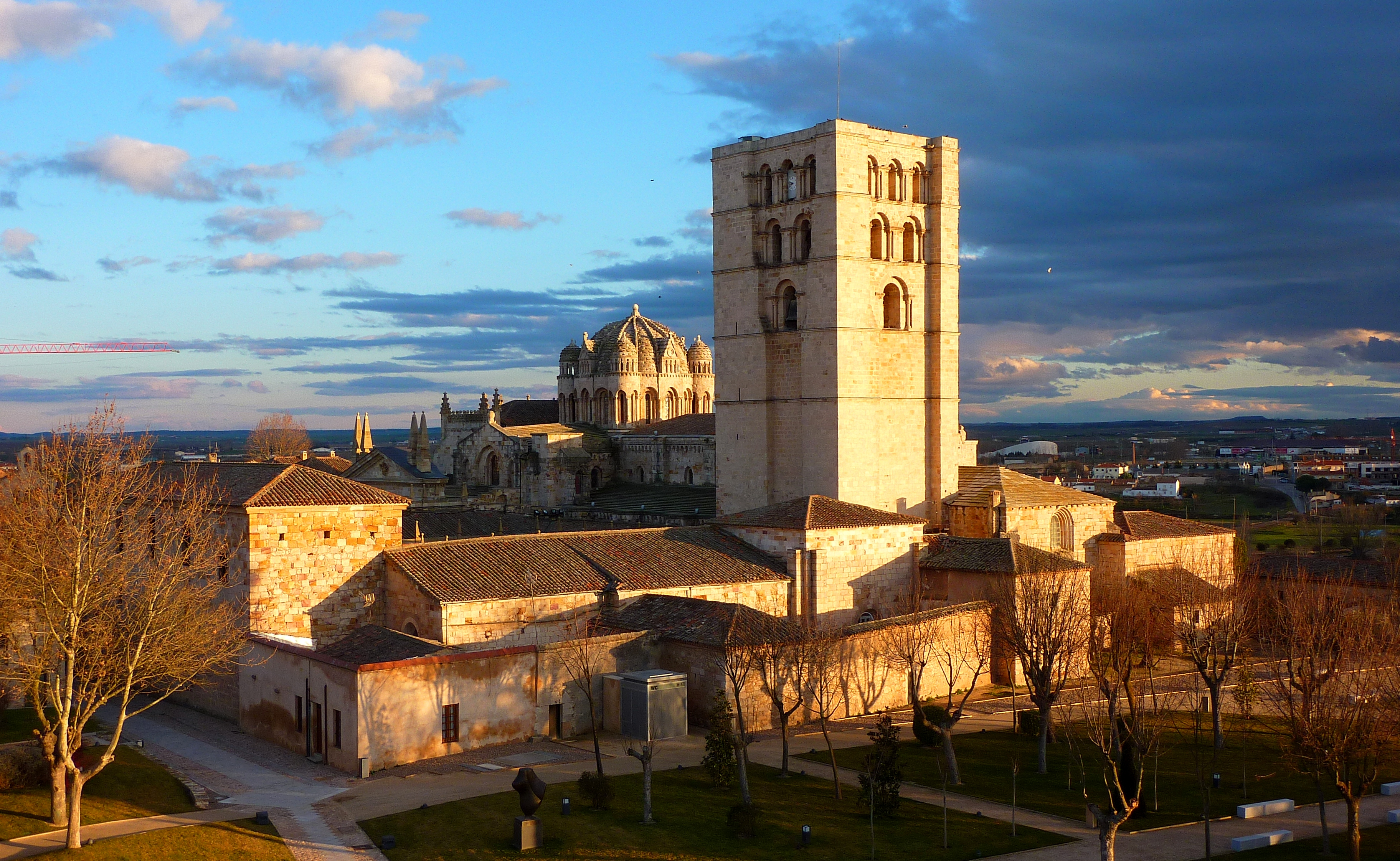

Zamora là một đô thị trong tỉnh Zamora, Castile và León, Tây Ban Nha. Đây là thủ phủ của tỉnh Zamora.

## Dân số
Đô thị này có 67.164 người.